# Френк Ванденбрук (політик)
Френк Ігнас Джорджетт Ванденбрук (Нідерландською: [ˈfrɑŋk fɑndɛmˈbrukə];  народився 21 жовтня 1955) — бельгійсько-фламандський вчений і політик з соціалістичної партії, який з 2020 року обіймає посаду віце-прем'єр-міністра та міністра охорони здоров'я та соціальних справ в уряді прем'єр-міністра Александра Де Кроо.

## Молодість і освіта
Ванденбрук народився в Левені. Його батько, Йозуе Ванденбруке (1914–1987), був проректором Католицького університету Левена (медицина).
Ванденбрук відвідував Сінт-Пітерський коледж у Левені, щоб отримати середню освіту. Він розпочав академічне навчання в левенському католицькому університеті. Почавши з бакалавра економіки, він продовжив і отримав ступінь магістра економіки в тій же alma mater у 1978 році. Після цього він отримав ступінь магістра економіки в Кембриджському університеті (1981–82).

## Кар'єра в академічній сфері
Після закінчення KUL Ванденбруке став науковим співробітником у «Centrum voor Economische Studiën» при KUL (1978–80). У 1982 р. став співробітником СЕВІ, науково-дослідного відділу СП (1982–85).
У 1999 році Ванденбруке отримав ступінь доктора філософії. з факультету соціальних наук Оксфордського університету. Його дисертація «Соціальна справедливість та індивідуальна етика у відкритому суспільстві: Рівність, відповідальність та стимули» (Етична економіка) була опублікована в березні 2001 року видавництвом Springer.

## Політична кар'єра
У 1985 році Ванденбруке був обраний до Палати народних представників Бельгії та переобирався у 1987, 1991 та 1995 роках. У 1989 році 34-річний Ванденбруке став головою SP, і обіймав цю посаду до 1994 року, коли став віце-прем'єр-міністром і міністром закордонних справ (1994–1995). З 1995 по 1996 рік Ванденбруке був лідером парламентської групи СП.
Після загальних виборів у Бельгії 1999 року Ванденбруке повернувся в політику, щоб стати міністром соціальних справ і пенсій (1999–2003). Після виборів 2003 року став міністром праці та пенсій (2003–04).
Він був членом фламандського парламенту (2009) і бельгійського сенату (2010), а також був нагороджений королем Бельгії Альбертом II званням державного міністра (2009). У жовтні 2011 року залишив усі політичні пости, щоб зосередитися на наукових дослідженнях.